# 고등교육자학고시
고등교육자학고시(高等教育自学考试), 또는 줄여서 자학고시(自学考试)나 자고(自考)는 중국의 학사 학위 취득 제도이다. 영어로는 Self-Taught Higher Education Examinations라고 한다. 대한민국의 독학학위제가 중국의 고등교육자학고시를 모델로 도입된 것이다. 자학고시는 1980년대 초에 만들어졌다. 1990년대 초에 만들어진 한국의 독학사보다 10년 이르다. 미국, 영국, 독일, 프랑스, 네덜란드, 일본, 호주, 캐나다, 뉴질랜드 등에서 학사 학력으로 인정받을 수 있다. 한국의 독학사도 미국이나 일본의 일부 대학에서 학사 학위로 인정받는다. 시험은 1, 4, 5, 7, 10, 11월에 한번씩 1년에 6번 본다.

## 졸업 논문
시험만으로 학사 학위가 나오는 대한민국의 독학사와는 달리, 고등교육 자학고시는 4단계 평정 시험 후에, 5단계 졸업 논문이 통과되어야 학사 학위를 받을 수 있다.

## 같이 보기
- 독학학위제 (대한민국)